# Bogumil Schütz
Bogumil Schütz (o Schuetz) ( 1903 - 1993 ) fue un botánico checo, habiendo trabajado extensamente en la taxonomía de la familia Cactaceae; logrando identificar y clasificar cien nuevas especies.

## Algunas publicaciones
- otakar Sadovský, bohumil Schütz. 1993. Rod Astrophytum: druhy, hybridy, pěstování. Ed. Moravské vydavatelství Květen, 214 pp.

- ---------------------, -------------------. 1979. Die Gattung Astrophytum: Arten, Hybriden, Kultur. Ed. Flora-Verlag, 247 pp.

- bohumil Schütz. 1966. Gymnocalycium paraguayense (K. Sch.) Schütz-comb. nova a některá jiná paraçuayskj gymnocalycia. Ed. Vlastivědny Ústav, 15 pp.

- ------------------. 1965. Pěstování kaktusů bez půdy. Ed. Vlastivědný ústav, 1965. 19 pp.

- ------------------. 1964. Problematika druhu u Gymnocalycií z hlediska specialisty. 23 pp.

- ------------------. 1962. Gymnocalycia řady Trichomosemineae Frič. Ed. 7 pp.

- La abreviatura «Schütz» se emplea para indicar a Bogumil Schütz como autoridad en la descripción y clasificación científica de los vegetales.[2]